# هينينج جي. ينسن
هينينج جي. ينسن (بالدنماركية: Henning G. Jensen)‏ هو سياسي دانمركي، ولد في 18 مارس 1950. حزبياً، نشط في الحزب الاشتراكي الديمقراطي (الدنمارك).